# Chrysotoxum ramphostomus
Chrysotoxum ramphostomus är en tvåvingeart som beskrevs av Mutin 1999. Chrysotoxum ramphostomus ingår i släktet getingblomflugor, och familjen blomflugor. Inga underarter finns listade i Catalogue of Life.